# 長郷泰輔
長郷 泰輔（ちょうごう たいすけ/なごう たいすけ/ながさと やすすけ、1849年2月11日（嘉永2年1月19日）- 1911年（明治44年）7月15日）は、明治時代に活動した日本の建築家。ニコライ堂の建設で知られる。

## 来歴

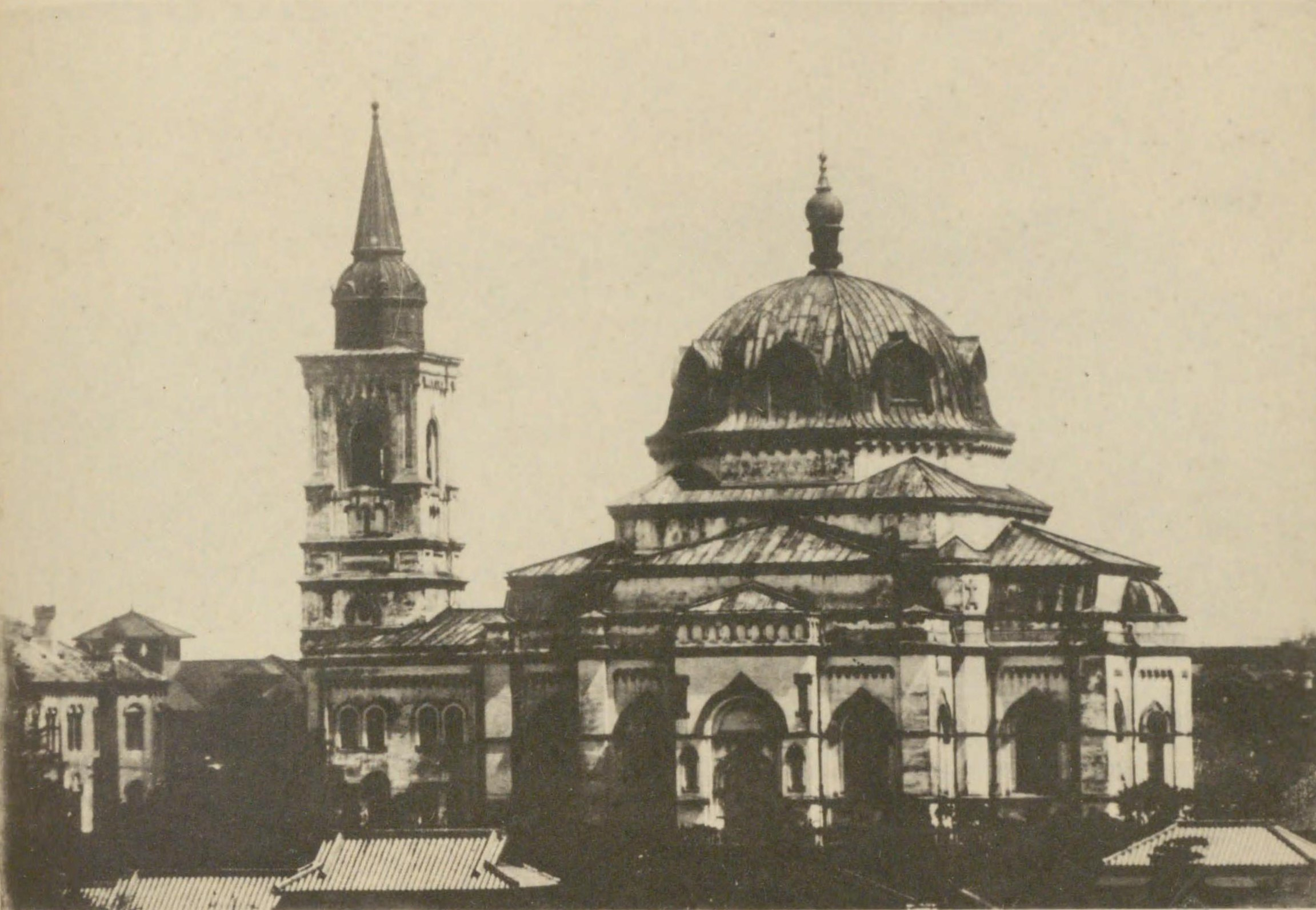
ニコライ堂（関東大震災前）

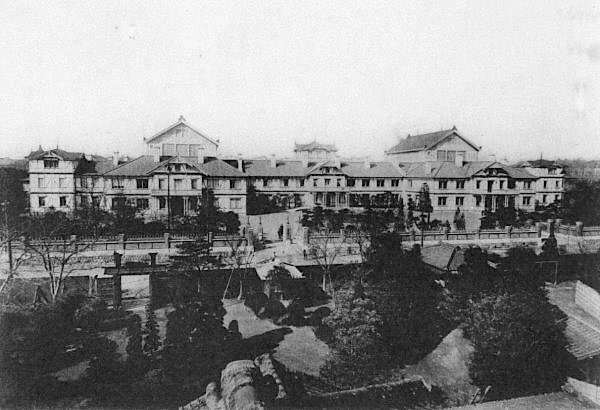
帝国議会第二次仮議事堂（1925年9月18日焼失）

陸奥国会津郡（現・福島県）に生まれる。父は会津藩士の長郷佐平で、その三男だった。戊辰戦争に従軍後、敗戦により函館に移り、そこでイギリス領事の知遇を得る。
明治4年2月（1871年3月 - 4月）に上京。上京翌年の1872年（明治5年）には、長郷（当時は古田姓を名乗る）は、ロシア正教会大主教・ニコライ・カサートキンに従者として仕え、正教を受洗して「イリヤ」の洗礼名を授かっていた。1882年（明治15年）には教会の公会に議員として出席した記録が残っている。この間、ニコライの紹介で、横浜のフランス人建築技師・ジュール・レスカスに学んだ。また、オーストリア出身の建築家・スメドレーにも建築を学び、スメドレーが設計したロシア公使館の工事監督を務めている（1879年）。
1884年（明治17年）3月、塩飽諸島出身の大工・岡本鶴蔵とともに、東京市神田区駿河台でニコライ堂の建設に着工した。施工は清水組が担当した。7年の歳月をかけ1891年に完成した。しかし、この工事をめぐってニコライは長郷との間で主に報酬をめぐって険悪な関係にあったことが、ニコライの残した日記に記されている。この間の1886年（明治19年）1月に、長郷は「長郷組建築会社」を設立した。1888年（明治21年）8月には大日本建築会社を設立する。大日本建築会社が担当した建設工事はニコライ堂のほか、帝国議会第二次仮議事堂や北海道セメント（太平洋セメントの前身企業の一つ）が挙げられる。
この他フランス大使館、ロシア大使館なども建設した。
大日本建築会社は遅くとも1897年（明治30年）頃には閉業し、その後は「長郷組」の名前で活動したが、1906年（明治39年）頃にはそれも終了する。長郷が死去した際の追悼文には、日清戦争で多くの利益を得て鉱山に投資したが失敗して資産を失い、様々な事業に手を出したと記載されている。1903年（明治36年）の『日本紳士録』では肩書きは「下駄表製造業」となっていた。最後は1894年に設立した生命保険会社の代表社員に就任（1905年）したが、1910年（明治43年）8月に会社を除名された。
1911年7月15日死去。墓所は雑司ヶ谷霊園にある。